# امامزاده حسین فیروزکلا
امامزاده حسین فیروزکلا مربوط به سدهٔ ۸ و ۹ ه.ق است و در شهرستان نوشهر، بخش کجور، روستای فیروز کلا واقع شده و این اثر در تاریخ ۲۴ اسفند ۱۳۸۳ با شمارهٔ ثبت ۱۱۵۳۶ به‌عنوان یکی از آثار ملی ایران به ثبت رسیده است.